# Johnny Sain
Pour les articles homonymes, voir Sain.
John Franklin Sain (né le 25 septembre 1917 à Havana, Arkansas, États-Unis et mort le 7 novembre 2006 à Downers Grove, Illinois, États-Unis) était un lanceur et instructeur de baseball. 
Lanceur droitier, Sain a joué dans les Ligues majeures de baseball pendant 11 saisons, interrompues par 3 années de service militaire, entre 1942 et 1955. Il s'impose d'abord au sein d'un brillant duo de lanceurs avec le gaucher Warren Spahn chez les Braves de Boston de 1946 à 1951. En 1948, année où il termine second au vote désignant le joueur par excellence de la Ligue nationale, il mène le baseball majeur pour les victoires, les matchs complets et les manches lancées. Après sa retraite de joueur, il devient un instructeur des lanceurs reconnu comme l'un des meilleurs de la profession. Trois fois invité au match des étoiles durant sa carrière de joueur, il savoure 6 titres en Série mondiale. Cinq d'entre eux, trois comme joueurs et deux comme instructeur, sont gagnés chez les Yankees de New York, pour qui il joue de 1951 à 1955, et le dernier comme instructeur des Tigers de Détroit en 1968. 
Johnny Sain est aussi connu comme le dernier lanceur à avoir affronté Babe Ruth et le premier à avoir fait face à Jackie Robinson.

## Carrière

### Braves de Boston
Johnny Sain commence sa carrière le 17 avril 1942 chez les Braves de Boston. Comme de nombreux autres joueurs professionnels, l'entrée des États-Unis dans la Deuxième Guerre mondiale le contraint à joindre l'armée, ce qui lui fait rater 3 saisons des Ligues majeures. Durant ces années, Sain essaie de jouer au baseball partout où il peut et il s'aligne avec les Pre-Flight Cloudbusters, une équipe de l'United States Navy. Celle-ci est dispute le 28 juillet 1943 au Yankee Stadium de New York un match amical, destiné à lever des fonds pour des bonnes œuvres contre un club formé de joueurs de réserve des Indians de Cleveland et des Yankees de New York, deux équipes qui jouaient un match régulier de la saison des majeures plus tard le même jour. C'est à cette occasion que Johnny Sain devint le dernier lanceur à affronter le légendaire Babe Ruth dans un match de baseball organisé. Ruth, 48 ans, obtient un but-sur-balles,.
À partir de 1946, où il est lanceur partant des Braves, Sain remporte 100 matchs pour le club bostonnais, pour un total de 104 contre 91 défaites avec cette équipe. 
Le 15 avril 1947 à Brooklyn, Johnny Sain est associé à un moment historique lorsqu'il est le premier à lancer à Jackie Robinson, qui ce jour-là brise la barrière de ségrégation raciale. Sain force le nouveau venu des Dodgers de Brooklyn à frapper un roulant au troisième but pour un retrait.
En 1948, il mène les majeures avec 24 victoires (contre 15 défaites), 28 matchs complets et 314 manches et deux tiers lancées. Il maintient cette année-là une moyenne de points mérités de 2,60 avec un sommet en carrière de 137 retraits sur des prises. Invité à son premier match des étoiles le 13 juillet 1948 au Sportsman's Park de Saint-Louis, il lance une manche et deux tiers sans accorder de point et, en 5e reprise, retire sur des prises consécutivement les trois frappeurs qu'il affronte, Vern Stephens, Bobby Doerr et Hoot Evers. Sain aide les Braves à remporter le titre de la Ligue nationale, mais ils perdent la Série mondiale 1948 en 6 matchs devant les Indians de Cleveland, champions de la Ligue américaine. Sain un match complet et un blanchissage dans la victoire de 1-0 de Boston en ouverture de la série finale, mais encaisse la défaite malgré seulement deux points mérités accordés en 8 manches lors de la 4e rencontre. À la fin de l'année, Sain termine second du vote désignant le joueur par excellence de la Ligue nationale, concédant le prix à Stan Musial. Le baseball majeur ne décerne pas de trophée à son meilleur lanceur à cette époque, mais Sain est récompensé du prix du meilleur lanceur décerné par le Sporting News,.

#### Spahn & Sain

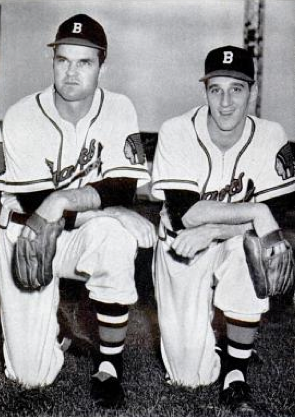
Johnny Sain et Warren Spahn en 1951 chez les Braves de Boston.

Johnny Sain conserve une moyenne de points mérités de 3,49 en 1 624 manches et un tiers lancées en 257 parties pour les Braves de Boston. Il est étroitement associé au lanceur gaucher vedette Warren Spahn, autre étoile de l'équipe. L'éditeur des pages sportives du Boston Post, Gerald W. Hern, publie le 14 septembre 1948 un bref poème à leur sujet : Spahn & Sain, auquel les Bostonnais réfèrent par « Spahn and Sain and pray for rain » (en français : Spahn et Sain et priez pour de la pluie). Le texte fait référence à une séquence où, du 6 au 18 septembre 1948, les lanceurs partants des Braves furent chaque fois Sain ou Spahn, le mauvais temps venant forcer le report de quelques matchs ici et là, donnant à chacune des deux vedettes le temps de récupérer suffisamment pour revenir au monticule. En 12 jours, le duo compta au total 8 victoires, 8 matchs complets, mais aucune défaite, aidant considérablement les Braves dans le dernier droit d'une saison qui les voit remporter le titre de la Ligue nationale pour la première fois depuis 1914.

### Yankees de New York
Sain quitte sa première équipe le 29 août 1951 lorsque les Braves l'échangent aux Yankees de New York pour le lanceur droitier Lew Burdette et une somme de 50 000 dollars. Il savoure un premier titre en Série mondiale peu après son arrivée et fait partie des clubs des Yankees qui remportent la finale trois fois de suite, de 1951 à 1953. Au cours de cette portion de sa carrière, Sain est avec succès converti en lanceur de relève. Il mène d'ailleurs la Ligue américaine avec 22 sauvetages en 1954. Il amorce la dernière année de sa carrière, la saison 1955, avec les Yankees mais le 11 mai de cette année-là, les New-Yorkais l'expédient avec le voltigeur Enos Slaughter aux Athletics de Kansas City dans l'échange qui envoie le lanceur droitier Sonny Dixon aux Yankees.

### Palmarès
Johnny Sain honore trois sélections au match d'étoiles : en 1947 et 1948 avec les Braves puis en 1953 avec les Yankees. Il est apparu dans 245 matchs des majeures en 11 saisons, dont 125 comme lanceur partant. Sa fiche est de 139 victoires, 116 défaites, avec 910 retraits sur des prises et 51 sauvetages. Il a réussi 140 matchs complets dont 16 blanchissages et sa moyenne de points mérités se chiffre à 3,49 en 2 125 manches et deux tiers lancées. En six matchs, dont deux départs, dans les Séries mondiales, il compte deux victoires, autant de défaites, et une moyenne de points mérités de 2,64 en 30 manches et deux tiers au monticule. Ses deux départs, avec les Braves en finale de 1948, se sont soldés par des matchs complets. L'un fut une victoire par blanchissage et l'autre une défaite. 

### Instructeur des lanceurs
Après sa retraite de joueurs, Johnny Sain est instructeur des lanceurs avec les Athletics de Kansas City (1959), les Yankees de New York (1961-1963), les Twins du Minnesota (1965-1966), les Tigers de Détroit (1967-1969), les White Sox de Chicago (1971-1975) et les Braves d'Atlanta (1977, 1985-1986). Il savoure 3 autres conquêtes de la Série mondiale en tant que membre du personnel d'entraîneurs : avec les Yankees de 1961 et 1962 puis avec les Tigers de 1968.